# Dario Gamboni
Dario Libero Gamboni (nacido el 26 de diciembre de 1954 en Yverdon-les-Bains ) es un historiador del arte.

## Vida y carrera
Gamboni estudió literatura francesa, historia del arte e inglés en la Universidad de Lausana de 1973 a 1977 y completó sus estudios con una tesis de licenciatura sobre la novela Les Jours et les Nuits de Alfred Jarry. De 1977 a 1983 Gamboni fue asistente en la Universidad de Lausana. En 1983 publicó su primer libro: Sobre la iconoclasia en el arte moderno. De 1983 a 1985 fue curador invitado del Museo Cantonal de Bellas Artes de Lausana. Organizó una exposición sobre Louis Rivier y la pintura religiosa en la Suiza occidental del siglo XIX, que se presentó no sólo en Lausana, sino también en el Aargauer Kunsthaus en Aarau y, de forma modificada, en el Kunstmuseum Luzern.  En 1986 se realizó en Lausana una exposición sobre la vida cultural en la Suiza de entreguerras, que Gamboni coorganizó.
De 1986 a 1989 recibió una beca de la Fundación Nacional Suiza de Ciencias para completar su tesis doctoral. Durante este tiempo asistió al seminario de Pierre Bourdieu en la Escuela de Estudios Superiores en Ciencias Sociales de París.  En 1989 se doctoró en la Universidad de Lausana con un estudio sobre la relación entre literatura y arte, bajo la dirección de Odilon Redon. A continuación, organizó la 21ª exposición del Consejo de Europa sobre «La imagen de la República en el arte de los siglos XVI a XX», que se presentó en el Museo Histórico de Berna y el Museo de Bellas Artes de Berna de mayo a septiembre de 1991. También editó el catálogo de la exposición.
De 1991 a 1997 fue profesor de Historia del Arte en la Universidad de Lyon II. De 1993 a 1998 también fue miembro del Instituto Universitario de Francia. De 1998 a 2000 fue profesor "Andrew W. Mellon" de Humanidades en la Universidad Case Western Reserve en Cleveland, Ohio, y de 2001 a 2004 profesor de Historia del Arte en la Universidad de Ámsterdam. Desde 2004 hasta su jubilación en 2020, fue profesor titular de Historia del Arte en la Universidad de Ginebra. En 2006 fue galardonado con el Premio Meret Oppenheim por sus servicios como mediador artístico.  Ha sido profesor visitante en Universidad Johann Wolfgang Goethe, Universidad de Buenos Aires, Universidad de Friburgo (Alemania), Universidad Nacional Autónoma de México, Universidad de San Pablo, Universidad de Tokio, Universidad Jawaharlal Nehru y en la Escuela Normal Superior de París y ha sido invitado como investigador a numerosas instituciones.
Fue co-curador de dos importantes exposiciones en el ZKM de Karlsruhe: junto con Peter Weibel, Bruno Latour, Peter Galison, Adam Lowe, Joseph Koerner y Hans Ulrich Obrist, fue responsable de la exposición Iconoclash en 2002.  En la exposición Making Things Public, comisariada por Bruno Latour y Peter Weibel: Atmósferas de Democracia del 2005, fue responsable de la sección El Órgano Compuesto.
Gamboni está casado por segunda vez con la artista Johanna Weis y es padre de tres hijos.  Vive en Berlín.

## Investigación
Gamboni investigó principalmente el arte europeo desde el siglo XVII. Su enfoque se centra en el arte alrededor de 1900. Es especialista en la obra de Odilon Redon y Paul Gauguin .
Su investigación sobre la iconoclasia y el vandalismo en el arte moderno y contemporáneo fue bien recibida. Ha dedicado dos libros a este tema: El estudio La destrucción del arte, publicado en inglés en 1997, ha sido traducido a numerosos idiomas (alemán, francés, español, japonés y chino).  Por ello, se ha descrito a Gamboni como el “decano de la investigación sobre la iconoclasia y el vandalismo en la era moderna”. 
Su estudio sobre las “imágenes potenciales” también tuvo gran aceptación. Partiendo del periodo comprendido entre 1880 y 1914, Gamboni muestra que las imágenes latentes han sido parte de la práctica y la teoría artística en la historia del arte europeo desde el Renacimiento.  Artista y espectador son corresponsables de la creación de la obra: «una característica fundamental del arte moderno y (para algunos) posmoderno […] es el establecimiento de una relación abierta en la que el espectador está llamado a colaborar en el desarrollo de una obra en progreso». 
Su proyecto de investigación más reciente está dedicado a los museos de artistas y coleccionistas y al “arte de la exhibición” que practican: el arte de colgar y ordenar objetos. Estos museos reflejan la personalidad de sus fundadores y por eso Gamboni los llama “museos de autor”, en referencia al término utilizado en las películas de autor .  Al igual que las imágenes potenciales, invitan a los visitantes a participar. Los resultados de las investigaciones de Gamboni están recogidos en el libro Le musée comme expérience, traducido a varios idiomas. Fue descrito como un “impresionante cumbre de la vida de un investigador”. 

## Obras (selección)

### Monografías
- Un iconoclasme moderne. Théorie et pratiques contemporaines du vandalisme artistique. Éditions d’En Bas, Lausanne; SIK-ISEA, Zürich 1983.
- Louis Rivier (1885–1963) et la peinture religieuse en Suisse romande. Mit einem Vorwort von Florens Deuchler und Beiträgen von Antoine Baudin und Claire Huguenin. Ausstellungskatalog. Payot, Lausanne 1985, ISBN 978-2-601-03006-8.
  - Deutsche Teilübersetzung: Louis Rivier (1885–1963) und die religiöse Malerei in der Westschweiz. Aargauer Kunsthaus, Aarau 1986.
- La géographie artistique (= Ars helvetica. Arts et culture visuels en Suisse. 1.). Desertina, Disentis 1987.
  - Deutsche Übersetzung: Die Kunstgeographie. Übers. Hanna Böck. Desertina, Disentis 1987.
- La plume et le pinceau. Odilon Redon et la littérature. Éditions de Minuit, Paris 1989, ISBN 978-2-7073-1306-5.
  - Englische Übersetzung: The Brush and the Pen. Odilon Redon and Literature. Übers. Mary Whittall. The University of Chicago Press, Chicago 2011, ISBN 978-0-226-28055-4.
- The Destruction of Art. Iconoclasm and Vandalism since the French Revolution. Reaktion Books und Yale University Press, London/New Haven 1997, ISBN 978-1-86189-316-1.
  - Deutsche Übersetzung: Zerstörte Kunst. Ikonoklasmus und Vandalismus im 20. Jahrhundert. Übers. Christian Rochow. DuMont, Köln 1998, ISBN 3-7701-4281-0.
  - Französische Übersetzung: La destruction de l’art. Iconoclasme et vandalisme depuis la Révolution française. Übers. Estelle Beauseigneur. Les Presses du Réel, Dijon 2015, ISBN 978-2-84066-493-2.
- Odilon Redon: Das Faß Amontillado. Der Traum eines Traumes. Fischer Taschenbuch Verlag, Frankfurt am Main 1998, ISBN 978-3-596-12020-8.
- Potential Images. Ambiguity and Indeterminacy in Modern Art. Übers. Mark Treharne. Reaktion Books, London 2002, ISBN 978-1-86189-149-5.
  - Images potentielles. Ambiguïté et indétermination dans l’art moderne. Les Presses du Réel, Dijon 2016, ISBN 978-2-84066-451-2.
- Paul Gauguin au «centre mystérieux de la pensée». Les Presses du Réel, Dijon 2013, ISBN 978-2-84066-526-7.
  - Englische Übersetzung: Paul Gauguin. The Mysterious Centre of Thought. Übers. Chris Miller. Reaktion Books, London 2014, ISBN 978-1-78023-368-0.
- Le Musée comme expérience. Dialogue itinérant sur les musées d’artistes et de collectionneurs. Hazan, Paris 2020, ISBN 978-2-7541-1102-7.
  - Englische Übersetzung: The Museum as Experience. An Email Odyssey through Artists’ and Collectors’ Museums. Übers. Chris Miller. Brepols, Turnhout 2019, ISBN 978-2-503-58351-8.
  - Deutsche Übersetzung: Das Museum als Erfahrung. Reisedialoge über Künstler- und Sammlermuseen. Übers. Christian Villiger. Wallstein, Göttingen 2022, ISBN 978-3-8353-3971-2.
- (mit Johanna Weis:) Robe-à-raies et Robe-à-carreaux. Cohen&Cohen, Paris 2023, ISBN 978-2-36749-110-3.

### Publicaciones
- (con Merel van Tilburg:) “Sans adieu”. Andries Bonger - Odilon Redon, correspondencia 1894-1916. Cohen & Cohen, París 2022, ISBN 978-2-36749-088-5 .
- (con Laurent Houssais, Pierre Pinchon:) Redon retrouvé. Œuvres et documents inédits. Cohen & Cohen, París 2022, ISBN 978-2-36749-089-2 .

### Escritos
- (con Georg Germann :) Emblèmes de la liberté. La imagen de la República en el arte de los siglos XVI y XX. Catálogo de la 21ª exposición del Consejo de Europa (Museo Histórico de Berna y Museo de Arte de Berna). Stämpfli, Berna 1991.
  - Edición en alemán: Signos de libertad. La imagen de la República en el arte de los siglos XVI al XX siglo. Stämpfli, Berna 1991.
- (con Olivier Christin:) Crisis de la imagen religiosa / Crisis del arte religioso. Éditions de la Maison des Sciences de l'Homme, París 2000, ISBN 978-2-7351-0767-4 .
- (con Jean-Roch Bouiller, Françoise Levaillant:) Les bibliothèques d'artistes aux XXe et XXIe siècles. Presses universitaires de Paris-Sorbonne, París 2010, ISBN 978-2-84050-646-1 .
- (con Andreas Beyer :) Poiesis. Sobre el hacer en el arte. Editorial de Arte Alemana, Berlín/Múnich 2014, ISBN 978-3-422-07149-0 .
- (con Jean-Hubert Martin, Michel Weemans:) Voir doble. Pièges y révélations du visible. Hazan, París 2016, ISBN 978-2-7541-0747-1 .
- (con Gerhard Wolf y Jessica N. Richardson:) La estética del mármol. Desde la Antigüedad tardía hasta la actualidad. Hirmer, Múnich 2021, ISBN 978-3-7774-3448-3 .

## Literatura
- Sarah Burkhalter, Laurence Schmidlin (eds.) : Los Diálogos de Postales. Mélanges en l'honneur de Dario Gamboni. arte y ficción, Lausana/Ginebra 2020, ISBN 978-2-940570-86-7 (Festschrift).

## Enlaces
- Bibliografía relacionada con Dario Gamboni en el catálogo de la Biblioteca Nacional de Alemania.
- Publikationen von und über Dario Gamboni im Katalog Helveticat der Schweizerischen Nationalbibliothek
- Dario Gamboni auf der Website der Universität Genf